# Гу Сяобин
Гу Сяоби́н (кит. трад. 谷笑冰, пиньинь Gu Xiaobing; род. 12 июля 1985) — китайская шахматистка, гроссмейстер среди женщин (2003).

## Биография
В 2005 году в Стамбуле была второй на чемпионате мира по шахматам среди юниорок (победила Элизабет Петц). В январе 2016 года в Мельбурне победила на женском международном шахматном турнире по круговой системе — «Australian Women's Masters».
Участвовала в женских чемпионатах мира по шахматам:
- В 2001 году в Москве в первом туре проиграла Кристине-Аделе Фойшор[4];
- В 2012 году в Ханты-Мансийске в первом туре проиграла Валентине Гуниной[5].

С 2013 года является директором шахматной академии в Янчжоу.